# Madeleine Leroux Morel
Madeleine Leroux Morel (30 de junio de 1902 - Madrid, 1984) fue una artista francesa que expuso sus obras por varios países del mundo.

## Biografía
Su familia procedía de descendientes bretones afincados en París en la segunda mitad del siglo XIX. Su padre, Auguste Leroux, fue un destacado artista y profesor de la Escuela Superior de Bellas Artes de París. Enseñó el oficio a sus tres hijos: André, Lucienne y Madeleine. Además de sus hermanos y su padre, su tío también era pintor, por lo que Madeleine vivió en un ambiente artístico.
Estudió en la Escuela de Bellas Artes de París, y desde muy joven comenzó a ganar premios del instituto de Francia y del Salón de París. En 1926 ganó la medalla de oro en el Salón de París y al año siguiente participó en el Prix de Rome. Por ello, en 1929 la Casa Velázquez la pensionó para que trabajara en Madrid. Allí conoció a Enrique Pérez Comendador, un joven artista en alza, con el que se casó en París en 1931.
En 1931 ganó el Premio Nacional de Acuarela en Madrid y diez años más tarde en la Exposición Nacional de Barcelona. Perteneció a la Real Academia de Bellas Artes de Santa Isabel de Hungría de Sevilla y ayudó a su marido en la Dirección de la Academia Española de Bellas Artes de Roma.
Expuso sus obras en varios países del mundo, y actualmente pueden encontrarse en varios museos nacionales (Madrid, Barcelona, Sevilla, Badajoz y Cáceres) y colecciones particulares mundiales, aunque muchas de ellas, algunas de su marido y de su familia se encuentran en el Museo Perez Comendador-Leroux de Hervás. Sus últimos años de vida los dedicó precisamente a la creación de esta casa museo, que no pudo ver terminada, pero que finalizó su sobrino Roger Lecourtier Morel en 1986.